# عبد العزى (اسم)
عبد العزى هو اسم عربي مرتبط باسم العزى وهو إله من الآلهة العربية قبل الإسلام.

## أعلام
- عبد العزى بن قصي، أحد رجال بني قريش
- عبد العزى بن عبدالمطلب، "أبولهب"

- قتيلة بنت عبد العزى